# Изложба „Нови чланови” (1973)
Изложба „Нови чланови” се одржала у периоду од 25. маја до 10. јуна 1973. године у Галерији Удружења ликовних уметника Србије.

## Излагачи
1. Мирослав Антић
2. Мирослав Арсић
3. Бојана Бан
4. Петар Дане Бановић
5. Веселин Бањевић
6. Селимир Барбуловић
7. Слободан Бодулић
8. Никола Вукосављевић
9. Јордан Гелевски
10. Миле Грозданић
11. Божидар Дамњановски
12. Данка Дуња Локић
13. Фатими Заими
14. Вера Зарић
15. Милисав Студа Илић
16. Драган Јовановић
17. Гордана Јоцић
18. Родољуб Карановић
19. Милан Кешељ
20. Стојан Гранде Ковачић
21. Дејан Којић
22. Слободан Којић
23. Новак Коломан
24. Милутин Кораћ
25. Велизар Крстић
26. Предраг Лисичић
27. Каћа Љубинковић
28. Милан Маринковић
29. Снежана Маринковић
30. Бранислав Марковић
31. Слободанка Матић
32. Драгомир Милеуснић
33. Радован Миленковић
34. Станка Милановић
35. Новица Младенов
36. Мирјана Мојсић
37. Слободан Нојић
38. Љиљана Петрушијевић
39. Мирјана Поповић
40. Вишња Постић
41. Љиљана Хајду Ракић
42. Кемал Рамујкић
43. Војислав Станковић
44. Јовица Стевановић
45. Слободан Стефановић
46. Слободан Стојиовић
47. Душан Тодоровић
48. Томислав Тодоровић
49. Зоран Топузовић
50. Титко Ћаће
51. Пал Хомонаи
52. Милан Миша Чоловић
53. Слободан Шијан